# Romana Popiel

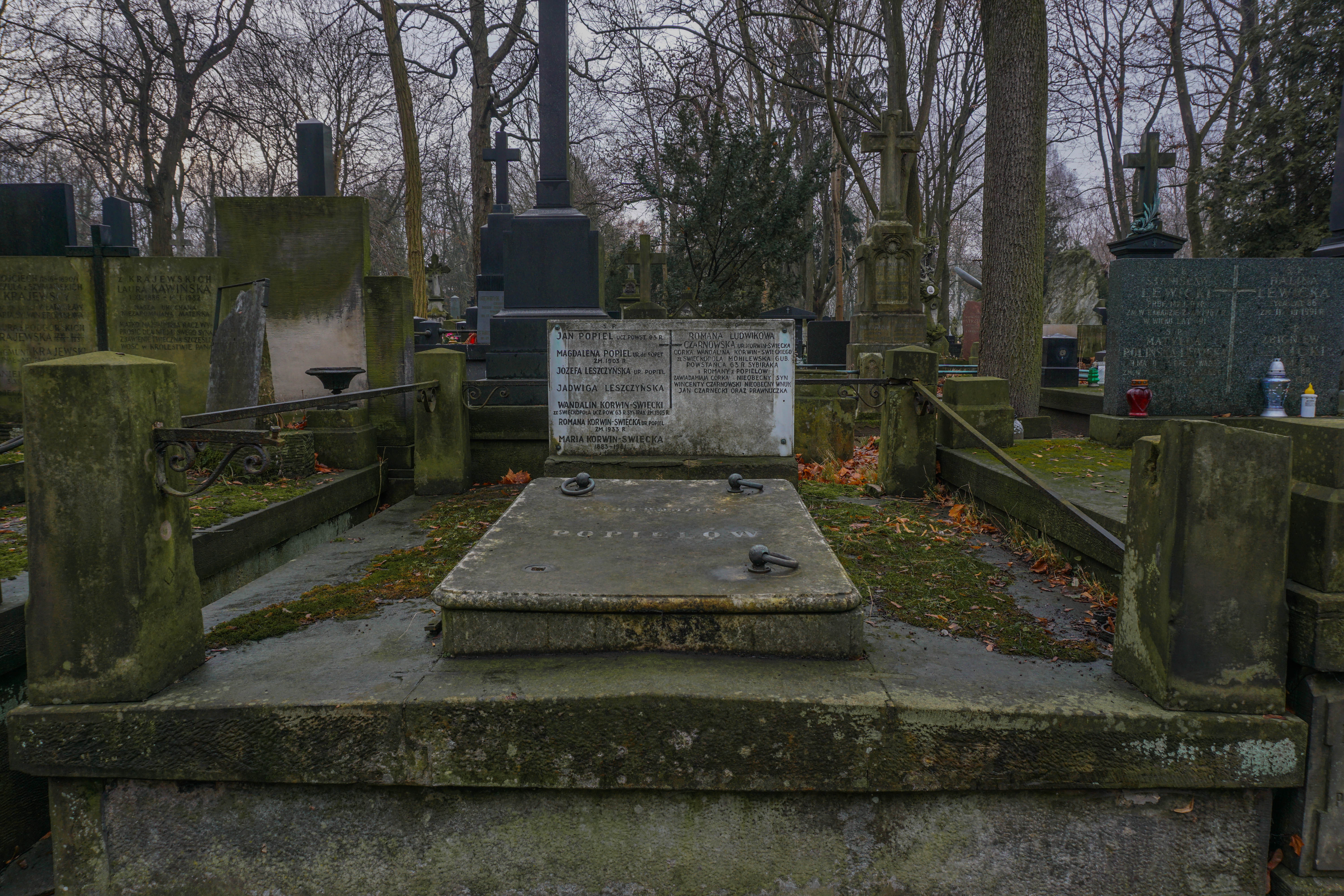
Grób Romany Popiel na cmentarzu Powązkowskim

Romana Popiel, zamężna Święcka (ur. 22 stycznia 1849 w Warszawie, zm. 12 grudnia 1933 tamże) – polska aktorka.

## Życiorys
W latach 1853–1863 występowała w rolach dziecinnych w Warszawskich Teatrach Rządowych (WTR), m.in. jako Henryk w Klarze Józefa Korzeniowskiego oraz przedstawieniach baletowych. W 1865 ukończyła warszawską Szkołę Dramatyczną. Od 21 grudnia 1866 do 11 listopada 1870 występowała na deskach teatru we Lwowie oraz gościnnie w Lublinie, Czerniowcach i Stanisławowie. We Lwowie debiutowała jako Adrianna w Pożarze w klasztorze Théodore’a Barrière. W maju 1870 podczas gościnnych występów w Warszawie otrzymała propozycję zatrudnienia w WTR. 19 grudnia 1870 wystąpiła dla nich po raz pierwszy w roli Matyldy w Każdy wiek ma swoje prawa Maurycego Hartmanna. Adam Asnyk dedykował jej wiersz Abdykacja, zainspirowany grą Popiel jako Pauliny w jego komedii Walka stronnictw. Jej karierę aktorską przerwał ślub z ziemianinem Wandalinem Święckim w maju 1880 i wspólna podróż po Europie. Od lutego do maja 1881 ponownie grała w WTR i we Lwowie. Warszawska publiczność po raz ostatni oglądała ją jako Amelię w Gałązce heliotropu Adama Asnyka 28 maja 1881. Latem 1881 przebywała na urlopie wypoczynkowym we Włoszech. W październiku 1881 WTR mimo protestów krytyki zdecydował o nieprzedłużaniu z nią umowy, na co mogły mieć wpływ naciski rodziny Święckiego.
W latach 80. XIX wieku Popiel już jako amatorka często występowała w przedstawieniach i koncertach charytatywnych. W latach 1907–1909 uczyła dykcji i deklamacji w Warszawskim Towarzystwie Muzycznym. Od 1912 do 1913 była nauczycielką na pensji Antoniny Walickiej. Od 1914 do 1919 przebywała w Rosji. Następnie wykładała w Oddziale Dramatycznym przy Państwowym Konserwatorium Muzycznym w Warszawie i warszawskim Seminarium Nauczycielskim oraz udzielała lekcji prywatnych.
27 listopada 1929 została odznaczona Krzyżem Oficerskim Orderu Odrodzenia Polski.
Popiel była uważana przez krytykę teatralną za najlepszą polską aktorkę swoich czasów w rolach tzw. naiwnych. Poza wyżej wymienionymi rolami występowała w teatrze lwowskim m.in. jako:
- Cecylia w Pociesze rodziny Auguste’a Anicet-Bourgeois i Adriena Decourcelle
- Irena w On będzie moim Kazimierza Kaszewskiego
- Jadwiga w Zbudziło się w niej serce Wolfganga Müllera von Königswinter
- Helena w Gapiątku z St. Flour Jeana-François Bayarda i Gustave’a Lemoine’a

W WTR zagrała m.in. role:
- Klary w Ślubach panieńskich Aleksandra Fredry
- Matyldy w Wielkim człowieku do małych interesów Aleksandra Fredry
- Zofii w Zrzędności i przekoraAleksandra Fredry
- Wandy Malskiej w Dwóch bliznach Aleksandra Fredry
- Justyny w Z jakim się wdajesz, takim się stajesz Aleksandra Fredry
- Pani w Świeczka zgasła Aleksandra Fredry
- Antoniny w Iskierce Édouarda Paillerona
- Cecylii w Montjoye Octave’a Feuilleta
- Marty w Dalili Octave’a Feuilleta
- Berty w Sfinksie Octave’a Feuilleta
- Filiberty w Filibercie Émile’a Augiera
- Księżny w Cudzoziemce Alexandre’a Dumasa (syna)
- Klary w Grzeszkach babuni Charles’a Honory’ego
- Zuzanny w Miłości niewiniątka E. Abrahama i G. Guillemeta
- Anusi w Broni niewieściej Rodericha Benedixa
- Rozyny w Wiośnie Armanda d’Artoisa
- Fanchon w Poczwarce Karoliny Birch

Spoczywa na cmentarzu Powązkowskim w Warszawie (kwatera 38-1-13,14).